# 1994-es közgyűlési választások Fejér megyében
Az 1994-es megyei közgyűlési választásokat december 11-én bonyolították le, az általános önkormányzati választások részeként.
Fejér megyében a szavazásra jogosultak fele, kereken százezer polgár ment el szavazni. A szavazók tizenhárom szervezet jelöltjei közül választhattak.
A szocialisták a szavazatok bő harmadát kapták meg. Mögöttük a jobboldali pártok következtek, bő négyezer szavazattal elmaradva. Harmadik helyen a szabaddemokraták végeztek. Bejutott még a Munkáspárt és az Agrárszövetség.
A közgyűlés új elnöke Szabó Gábor, az MSZP kistelepülési listavezetője lett.

## A választás rendszere

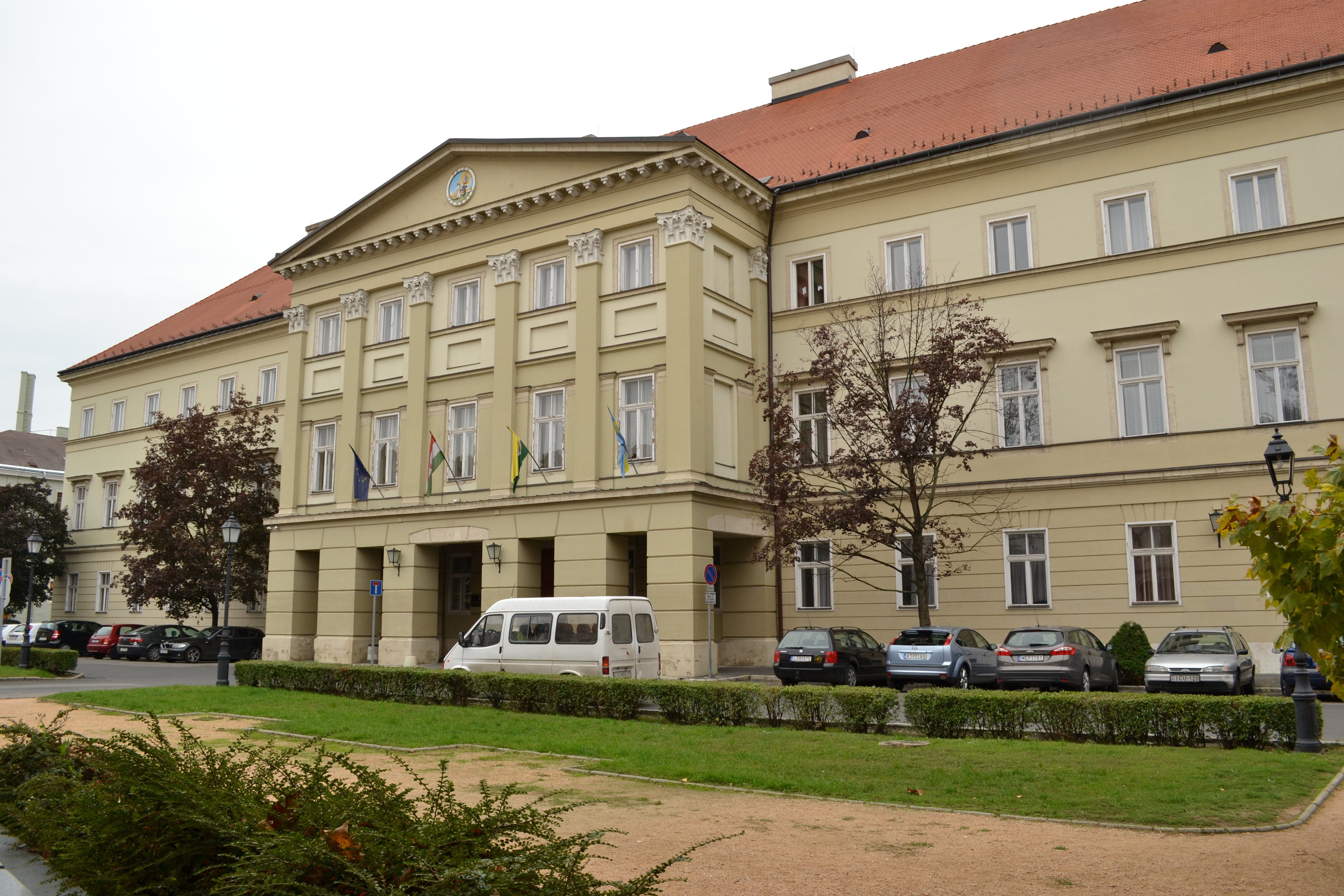
Megyeháza, Székesfehérvár

A megyei közgyűlési választásokat az országosan megrendezett általános önkormányzati választások részeként tartották meg. A szavazók a településük polgármesterére és a helyi képviselőkre is ekkor adhatták le a szavazataikat.
1994 őszén az országgyűlés alapvetően megváltoztatta a megyei közgyűlésekre vonatkozó választási eljárást.
A közgyűlési választásokon a községek, nagyközségek és városok polgárai szavazhattak. A megyei jogú városban élők – mivel nem tartoztak a megye joghatósága alá – nem vettek részt a megyei közgyűlés megválasztásában.
A megye területét két választókerületre osztották, az egyikbe a legfeljebb 10 ezer lakóval bíró kistelepülések, a másikba az ennél népesebb középvárosok tartoztak. A választásokon pártok, társadalmi, ill. nemzetiség szervezetek állíthattak listákat. A szavazatokat a két választókerületben külön-külön számolták össze és osztották el arányosan az adott kerületben az érvényes szavazatok 4%-át elérő szervezetek között.

### Választókerületek
|                                               | Település | Lakó    | Választó- polgár | Megyei képviselő |
| --------------------------------------------- | --------- | ------- | ---------------- | ---------------- |
| Kistelepülések 10 ezer lakóig                 | 101       | 222 462 | 166 748          | 34               |
| Középvárosok 10 ezer lakó fölött              | 3         | 40 727  | 29 577           | 6                |
| Közgyűlési választókerületek                  | 104       | 263 189 | 196 325          | 40               |
| Megyei jogú város Dunaújváros, Székesfehérvár | 2         | 168 781 | (126 861)        | –                |
| Összesen                                      | 106       | 431 970 | (323 186)        | 40               |

Fejér megyében a közgyűlés létszáma 40 fő volt. A kistelepülési választókerületben 34, a középvárosiban pedig 6 képviselőt választhattak meg. Dunaújváros és Székesfehérvár, mint megyei jogú városok nem tartoztak a megye joghatósága alá, s így polgáraik nem is szavazhattak a megye önkormányzatának összetételéről.
A közgyűlést a megye 99 községének és nagyközségének, illetve öt városának polgárai választhatták meg.  A városok közül azonban csak háromban éltek tízezernél többen, így csak ez a három tartozott a középvárosi választókerületbe. A választópolgárok eloszlása a két választókerületben teljes mértékben megfelelt az általuk megválasztható képviselők arányának.
A választásra jogosult polgárok száma 196 ezer volt. A polgárok közel harmada ötezer fősnél népesebb településen, míg minden nyolcadik polgár 1300 fősnél kisebb községben élt. A legkevesebb választópolgár a veszprém megyei határ mellett fekvő Bakonykúti (103) községben, míg a legtöbb Mór (10 968) városában lakott.
| A közgyűlési választók eloszlása településméret szerint | A közgyűlési választók eloszlása településméret szerint | A közgyűlési választók eloszlása településméret szerint | A közgyűlési választók eloszlása településméret szerint | A közgyűlési választók eloszlása településméret szerint | A közgyűlési választók eloszlása településméret szerint |
| Településméret (lakók száma)                            | Településméret (lakók száma)                            | Település                                               | Választójogosult                                        | Választójogosult                                        | Megjegyzés                                              |
| ------------------------------------------------------- | ------------------------------------------------------- | ------------------------------------------------------- | ------------------------------------------------------- | ------------------------------------------------------- | ------------------------------------------------------- |
|                                                         |                                                         |                                                         |                                                         |                                                         |                                                         |
| Kistelepülési választókerület                           |                                                         |                                                         |                                                         |                                                         |                                                         |
|                                                         | 1 – 600                                                 | 7                                                       | 1 885                                                   | 0,96%                                                   | legkisebb község: Bakonykúti                            |
| 601 – 1 300                                             | 30                                                      | 22 812                                                  | 11,62%                                                  |                                                         |                                                         |
| 1 301 – 3 000                                           | 41                                                      | 62 624                                                  | 31,90%                                                  |                                                         |                                                         |
| 3 001 – 5 000                                           | 17                                                      | 48 623                                                  | 24,77%                                                  |                                                         |                                                         |
| 5 001 – 10 000                                          | 6                                                       | 30 804                                                  | 15,69%                                                  | város: Enying (1992), Gárdony                           |                                                         |
|                                                         |                                                         | 101                                                     | 166 748                                                 | 84,93%                                                  |                                                         |
|                                                         |                                                         |                                                         |                                                         |                                                         |                                                         |
| Középvárosi választókerület                             |                                                         |                                                         |                                                         |                                                         |                                                         |
|                                                         | 10 000 fölött                                           | 3                                                       | 29 577                                                  | 15,07%                                                  | Bicske, Sárbogárd, Mór                                  |
|                                                         |                                                         |                                                         |                                                         |                                                         |                                                         |
| Összesen                                                | Összesen                                                | 104                                                     | 196 325                                                 | 100%                                                    |                                                         |

## Előzmények

### 1990, az első közgyűlés
1990-ben a megyei közgyűléseket közvetett módon választották meg. A választás módjából fakadóan az eredmények párterőviszonyok kifejezésére nem voltak alkalmasak. A megye közgyűlése 50 fős volt és kétharmados támogatással lehetett elnököt választani.
Az új önkormányzati rendszerben működő közgyűlés alakuló ülésére 1990. december 28-án került sor. Az ötven képviselőből álló testület három szavazási forduló után végül Paál Hubát választották meg a közgyűlés elnökének. Az új elnök pusztaszabolcsi kötődésű szakbiológus.

## Jelöltállítás
Tizenhárom szervezet vett részt a jelöltállítási folyamatban. A kistelepülési választókerületben hét listát állítottak, míg a középvárosiban nyolcat. A jelöltek száma összesen 195 volt (151+44).
A listák java részét az országos pártok állították, és a jelöltek túlnyomó többsége is az ő listáikon szerepelt. A tizenhárom szervezet közül kettő-kettő társadalmi, illetve nemzetiségi szervezet, három országgyűlésen kívüli, hat pedig országgyűlési képviselettel bíró párt volt.

### Listák
| Kistelepülési választókerület         | Kistelepülési választókerület | Kistelepülési választókerület | Kistelepülési választókerület | Szervezet    | Szervezet                                                         | Szervezet    | Szervezet    | Középvárosi választókerület | Középvárosi választókerület | Középvárosi választókerület | Középvárosi választókerület |
| #.                                    | lista neve                    | típusa                        | jelöltek száma                |              | neve                                                              | jellege      | hatóköre     | #.                          | lista neve                  | típusa                      | jelöltek száma              |
| ------------------------------------- | ----------------------------- | ----------------------------- | ----------------------------- | ------------ | ----------------------------------------------------------------- | ------------ | ------------ | --------------------------- | --------------------------- | --------------------------- | --------------------------- |
| társadalmi és nemzetiségi szervezetek |                               |                               |                               |              |                                                                   |              |              |                             |                             |                             |                             |
|                                       |                               |                               |                               |              | Sárbogárdi Gazdakör                                               | társ.        | helyi        | 3.                          | Sárbogárdi Gazdakör         | önálló                      | 1                           |
|                                       |                               |                               |                               |              | Fejér Megyei Cigányok Független Szervezete                        | nemz.        | megyei       | 8.                          | FMCFSZ-BRKÖÉSZ              | közös                       | 2                           |
|                                       |                               |                               |                               |              | Bicskei Romák Kisebbségi Önkormányzata és Érdekvédelmi Szervezete | társ.        | helyi        | 8.                          | FMCFSZ-BRKÖÉSZ              | közös                       | 2                           |
| 5.                                    | Németek                       | önálló                        | 5                             |              | Magyarországi Németek Szövetsége                                  | nemz.        | országos     |                             |                             |                             |                             |
| országos pártok                       |                               |                               |                               |              |                                                                   |              |              |                             |                             |                             |                             |
| 6.                                    | Köztársaság Párt              | önálló                        | 5                             |              | Köztársaság Párt                                                  | párt         | országos     | 4.                          | Köztársaság Párt            | önálló                      | 3                           |
| 4.                                    | Agrárszövetség                | önálló                        | 12                            |              | Agrárszövetség                                                    | párt         | országos     | 2.                          | Agrárszövetség              | önálló                      | 5                           |
| 2.                                    | Munkáspárt                    | önálló                        | 11                            |              | Munkáspárt                                                        | párt         | országos     | 5.                          | Munkáspárt                  | önálló                      | 7                           |
| 3.                                    | SZDSZ                         | önálló                        | 30                            |              | Szabad Demokraták Szövetsége                                      | párt         | országos     | 6.                          | SZDSZ                       | önálló                      | 6                           |
| 1.                                    | MSZP                          | önálló                        | 39                            |              | Magyar Szocialista Párt                                           | párt         | országos     | 1.                          | MSZP                        | önálló                      | 8                           |
| 7.                                    | Fidesz-FKGP-KDNP-MDF          | közös                         | 49                            |              | Fiatal Demokraták Szövetsége                                      | párt         | országos     | 7.                          | Fidesz-FKGP-KDNP-MDF        | közös                       | 12                          |
| 7.                                    | Fidesz-FKGP-KDNP-MDF          | közös                         | 49                            |              | Független Kisgazda-, Földmunkás- és Polgári Párt                  | párt         | országos     | 7.                          | Fidesz-FKGP-KDNP-MDF        | közös                       | 12                          |
| 7.                                    | Fidesz-FKGP-KDNP-MDF          | közös                         | 49                            |              | Kereszténydemokrata Néppárt                                       | párt         | országos     | 7.                          | Fidesz-FKGP-KDNP-MDF        | közös                       | 12                          |
| 7.                                    | Fidesz-FKGP-KDNP-MDF          | közös                         | 49                            |              | Magyar Demokrata Fórum                                            | párt         | országos     | 7.                          | Fidesz-FKGP-KDNP-MDF        | közös                       | 12                          |
| 7 lista                               | 7 lista                       | 7 lista                       | 151                           | 13 szervezet | 13 szervezet                                                      | 13 szervezet | 13 szervezet | 8 lista                     | 8 lista                     | 8 lista                     | 44                          |

### Jelöltek
| Kistelepülési választókerület | Lista | Lista                | Középvárosi választókerület |
| ----------------------------- | ----- | -------------------- | --------------------------- |
| dr. Óvári László              |       | Agrárszövetség       | Simon János                 |
| dr. Berecz Botond             |       | Fidesz-FKGP-KDNP-MDF | dr. Orosházi György         |
|                               |       | FMCFSZ-BRKÖÉSZ       | Bogdán János                |
| Palotási Károly               |       | Köztársaság Párt     | Hunorfi István              |
| Szabó Gábor                   |       | MSZP                 | Szabados Tamás              |
| dr. Szalóki László            |       | Munkáspárt           | Nagy István                 |
| Erdei Ferenc                  |       | Németek              |                             |
|                               |       | Sárbogárdi Gazdakör  | Németh Rudolf               |
| dr. Fáklya Csaba              |       | SZDSZ                | Ertl József                 |
|                               |       |                      |                             |

| MSZP |
| --- |
| |
| Szabó Gábor |
| Schrick István |
| Bognár Miklós |
| Tóth Árpádné |
| Szabó Tamás |
| \| További jelöltek \| \| --------------------- \| \| Kinorányi Imre \| \| Kovács László \| \| Mihálovits András \| \| Horváth József \| \| Gyenei Lajos \| \| Keresztes László \| \| Rauf Pál \| \| Nagy Ferenc \| \| Cserny Vilmos \| \| Darabánt Edit Erika \| \| Radeczki György \| \| Borsó Pál \| \| Makó József \| \| Farkas Gyuláné \| \| Vinklár László \| \| Orosz Gyula \| \| Erni Jakab László \| \| Adovics Istvánné \| \| Molnár Tibor \| \| Iglódi István \| \| Macher Pál \| \| Miklós Dénesné \| \| Tóth Tamás \| \| Fónad Józsefné \| \| Posch János \| \| Verebics Géza \| \| Kovács László \| \| Nagy Zoltán \| \| Varga Károly \| \| Szekeres Károly \| \| Deresné Tanárki Mária \| \| Paulovics József \| \| Széll Ferenc \| \| Mojzes István \| |
| További jelöltek |
| Kinorányi Imre |
| Kovács László |
| Mihálovits András |
| Horváth József |
| Gyenei Lajos |
| Keresztes László |
| Rauf Pál |
| Nagy Ferenc |
| Cserny Vilmos |
| Darabánt Edit Erika |
| Radeczki György |
| Borsó Pál |
| Makó József |
| Farkas Gyuláné |
| Vinklár László |
| Orosz Gyula |
| Erni Jakab László |
| Adovics Istvánné |
| Molnár Tibor |
| Iglódi István |
| Macher Pál |
| Miklós Dénesné |
| Tóth Tamás |
| Fónad Józsefné |
| Posch János |
| Verebics Géza |
| Kovács László |
| Nagy Zoltán |
| Varga Károly |
| Szekeres Károly |
| Deresné Tanárki Mária |
| Paulovics József |
| Széll Ferenc |
| Mojzes István |

| További jelöltek      |
| --------------------- |
| Kinorányi Imre        |
| Kovács László         |
| Mihálovits András     |
| Horváth József        |
| Gyenei Lajos          |
| Keresztes László      |
| Rauf Pál              |
| Nagy Ferenc           |
| Cserny Vilmos         |
| Darabánt Edit Erika   |
| Radeczki György       |
| Borsó Pál             |
| Makó József           |
| Farkas Gyuláné        |
| Vinklár László        |
| Orosz Gyula           |
| Erni Jakab László     |
| Adovics Istvánné      |
| Molnár Tibor          |
| Iglódi István         |
| Macher Pál            |
| Miklós Dénesné        |
| Tóth Tamás            |
| Fónad Józsefné        |
| Posch János           |
| Verebics Géza         |
| Kovács László         |
| Nagy Zoltán           |
| Varga Károly          |
| Szekeres Károly       |
| Deresné Tanárki Mária |
| Paulovics József      |
| Széll Ferenc          |
| Mojzes István         |

| Munkáspárt |
| --- |
| |
| dr. Szalóki László |
| Cseh Bognár Sándor |
| Nagy Pál |
| Varga Ferenc |
| Setét Vilmos |
| \| További jelöltek \| \| ------------------- \| \| Cséplő Béláné \| \| ifj. Arany Ferencné \| \| Hollai Józsefné \| \| Józsa László \| \| Hóka János \| \| Magyar Lajos \| |
| További jelöltek |
| Cséplő Béláné |
| ifj. Arany Ferencné |
| Hollai Józsefné |
| Józsa László |
| Hóka János |
| Magyar Lajos |

| További jelöltek    |
| ------------------- |
| Cséplő Béláné       |
| ifj. Arany Ferencné |
| Hollai Józsefné     |
| Józsa László        |
| Hóka János          |
| Magyar Lajos        |

| SZDSZ |
| --- |
| |
| dr. Fáklya Csaba |
| Kárpáti József |
| dr. Sebestyén Endre |
| Borbély István |
| Somorai Béla |
| \| További jelöltek \| \| ------------------- \| \| Papp Gábor \| \| Takács Katalin \| \| Bognár János \| \| Sziklai Artúr \| \| Pásztohy Domokos \| \| Kun Gyula \| \| Bognár Endre \| \| Sörös László Miklós \| \| Németh Edit \| \| Oroszi László \| \| Tománé Bán Katalin \| \| Fehér Attila \| \| Drávai József \| \| Tamás Béla \| \| Horváth T. Balázs \| \| Kovács Ferenc \| \| Illés Györgyi \| \| Halász Róbert \| \| Mayer József \| \| Dudar Gábor \| \| Nyuliné Kocsis Éva \| \| Kiss Mihály \| \| Nagy Ferenc \| \| Gulyás Pál \| \| dr. Nyikom Attila \| |
| További jelöltek |
| Papp Gábor |
| Takács Katalin |
| Bognár János |
| Sziklai Artúr |
| Pásztohy Domokos |
| Kun Gyula |
| Bognár Endre |
| Sörös László Miklós |
| Németh Edit |
| Oroszi László |
| Tománé Bán Katalin |
| Fehér Attila |
| Drávai József |
| Tamás Béla |
| Horváth T. Balázs |
| Kovács Ferenc |
| Illés Györgyi |
| Halász Róbert |
| Mayer József |
| Dudar Gábor |
| Nyuliné Kocsis Éva |
| Kiss Mihály |
| Nagy Ferenc |
| Gulyás Pál |
| dr. Nyikom Attila |

| További jelöltek    |
| ------------------- |
| Papp Gábor          |
| Takács Katalin      |
| Bognár János        |
| Sziklai Artúr       |
| Pásztohy Domokos    |
| Kun Gyula           |
| Bognár Endre        |
| Sörös László Miklós |
| Németh Edit         |
| Oroszi László       |
| Tománé Bán Katalin  |
| Fehér Attila        |
| Drávai József       |
| Tamás Béla          |
| Horváth T. Balázs   |
| Kovács Ferenc       |
| Illés Györgyi       |
| Halász Róbert       |
| Mayer József        |
| Dudar Gábor         |
| Nyuliné Kocsis Éva  |
| Kiss Mihály         |
| Nagy Ferenc         |
| Gulyás Pál          |
| dr. Nyikom Attila   |

| Agrárszövetség |
| --- |
| |
| dr. Óvári László |
| Sántha Elek |
| Jancsek János |
| Bakos Imre |
| Horváth István |
| \| További jelöltek \| \| ---------------- \| \| Lengyel Jenő \| \| Tóth Dezső \| \| Hetyei János \| \| Pintér János \| \| Böde Jánosné \| \| Buza Lajos \| \| Nagy Lajos \| |
| További jelöltek |
| Lengyel Jenő |
| Tóth Dezső |
| Hetyei János |
| Pintér János |
| Böde Jánosné |
| Buza Lajos |
| Nagy Lajos |

| További jelöltek |
| ---------------- |
| Lengyel Jenő     |
| Tóth Dezső       |
| Hetyei János     |
| Pintér János     |
| Böde Jánosné     |
| Buza Lajos       |
| Nagy Lajos       |

| Németek          |
| ---------------- |
|                  |
| Erdei Ferenc     |
| Pats Antal       |
| Fiedler Albertné |
| Fuchs János      |
| Miehle Béla      |

| Köztársaság Párt   |
| ------------------ |
|                    |
| Palotási Károly    |
| Istvánfalvi Miklós |
| ifj. Balogh István |
| Kaposi Géza        |
| Horváth István     |

| Fidesz-FKGP-KDNP-MDF |
| --- |
| |
| dr. Berecz Botond |
| Fertő László |
| dr. Ferencz Péter |
| dr. Mikóné dr. Verger Mária |
| Zsebők Lajos |
| \| További jelöltek \| \| ---------------------- \| \| Gubicza Tibor \| \| Köő Sándor \| \| dr. Gärtner József \| \| Kmetz Károly \| \| Breuer Imre \| \| Tóth Imre \| \| Fülöp Zoltán \| \| Mózs József \| \| Bokodi István \| \| Ábrahám Zsolt \| \| Bernáth Péter \| \| Molnár Károly \| \| Krupánszki Mihály \| \| Butola Zoltán \| \| Nagy Zsolt \| \| Farkas József \| \| Kranauer László \| \| Monostori Andrásné \| \| Kakuk Sándor \| \| Arany László \| \| Szabó Lajosné \| \| Balázs Ferenc \| \| Lukács Levente \| \| Sörédi Pál \| \| Dominkó Krisztina \| \| Kemény Ferencné \| \| Hári Ferenc \| \| Méhes Gyula \| \| Mészárosné Orosz Pálma \| \| Magyar József \| \| Kovács József \| \| dr. Hamza László \| \| Balázs István \| \| Kiss Károlyné \| \| Schulcz István \| \| Knausz Imre \| \| Mészáros Tamás \| \| Bicskei Nándor \| \| Joó Csaba \| \| Szölősi János \| \| dr. Sirák András \| \| Márk László \| \| Merényi Róbert \| \| Preszter Géza \| |
| További jelöltek |
| Gubicza Tibor |
| Köő Sándor |
| dr. Gärtner József |
| Kmetz Károly |
| Breuer Imre |
| Tóth Imre |
| Fülöp Zoltán |
| Mózs József |
| Bokodi István |
| Ábrahám Zsolt |
| Bernáth Péter |
| Molnár Károly |
| Krupánszki Mihály |
| Butola Zoltán |
| Nagy Zsolt |
| Farkas József |
| Kranauer László |
| Monostori Andrásné |
| Kakuk Sándor |
| Arany László |
| Szabó Lajosné |
| Balázs Ferenc |
| Lukács Levente |
| Sörédi Pál |
| Dominkó Krisztina |
| Kemény Ferencné |
| Hári Ferenc |
| Méhes Gyula |
| Mészárosné Orosz Pálma |
| Magyar József |
| Kovács József |
| dr. Hamza László |
| Balázs István |
| Kiss Károlyné |
| Schulcz István |
| Knausz Imre |
| Mészáros Tamás |
| Bicskei Nándor |
| Joó Csaba |
| Szölősi János |
| dr. Sirák András |
| Márk László |
| Merényi Róbert |
| Preszter Géza |

| További jelöltek       |
| ---------------------- |
| Gubicza Tibor          |
| Köő Sándor             |
| dr. Gärtner József     |
| Kmetz Károly           |
| Breuer Imre            |
| Tóth Imre              |
| Fülöp Zoltán           |
| Mózs József            |
| Bokodi István          |
| Ábrahám Zsolt          |
| Bernáth Péter          |
| Molnár Károly          |
| Krupánszki Mihály      |
| Butola Zoltán          |
| Nagy Zsolt             |
| Farkas József          |
| Kranauer László        |
| Monostori Andrásné     |
| Kakuk Sándor           |
| Arany László           |
| Szabó Lajosné          |
| Balázs Ferenc          |
| Lukács Levente         |
| Sörédi Pál             |
| Dominkó Krisztina      |
| Kemény Ferencné        |
| Hári Ferenc            |
| Méhes Gyula            |
| Mészárosné Orosz Pálma |
| Magyar József          |
| Kovács József          |
| dr. Hamza László       |
| Balázs István          |
| Kiss Károlyné          |
| Schulcz István         |
| Knausz Imre            |
| Mészáros Tamás         |
| Bicskei Nándor         |
| Joó Csaba              |
| Szölősi János          |
| dr. Sirák András       |
| Márk László            |
| Merényi Róbert         |
| Preszter Géza          |

| MSZP                                                                                                 |
| --- |
| |
| Szabados Tamás                                                                                       |
| Glatz Gusztáv                                                                                        |
| Téglás István                                                                                        |
| Puppné Murányi Hajnalka                                                                              |
| Schmidt Ferenc                                                                                       |
| \| További jelöltek \| \| ---------------- \| \| Szalai István \| \| Saska Imre \| \| Kégl Attila \| |
| További jelöltek                                                                                     |
| Szalai István                                                                                        |
| Saska Imre                                                                                           |
| Kégl Attila                                                                                          |

| További jelöltek |
| ---------------- |
| Szalai István    |
| Saska Imre       |
| Kégl Attila      |

| Agrárszövetség               |
| ---------------------------- |
|                              |
| Simon János                  |
| dr. Lévai Flórián            |
| dr. Kulcsárné Kovács Katalin |
| Gráczer László               |
| Sárközi László               |

| Sárbogárdi Gazdakör |
| ------------------- |
|                     |
| Németh Rudolf       |
|                     |
|                     |
|                     |
|                     |

| Köztársaság Párt         |
| ------------------------ |
|                          |
| Hunorfi István           |
| Fazekasné Varga Violetta |
| Köles László             |
|                          |
|                          |

| Munkáspárt                                                                         |
| ---------------------------------------------------------------------------------- |
|                                                                                    |
| Nagy István                                                                        |
| Tóth Julianna                                                                      |
| Monostori Rezső                                                                    |
| Nagy Jenőné                                                                        |
| Gaál István                                                                        |
| \| További jelöltek \| \| ---------------- \| \| Puskás János \| \| Barna János \| |
| További jelöltek                                                                   |
| Puskás János                                                                       |
| Barna János                                                                        |

| További jelöltek |
| ---------------- |
| Puskás János     |
| Barna János      |

| SZDSZ                                                           |
| --------------------------------------------------------------- |
|                                                                 |
| Ertl József                                                     |
| Temesvári Lászlóné                                              |
| Pais Kadosa                                                     |
| Cservenka Csaba                                                 |
| Fülöp Sándor                                                    |
| \| További jelöltek \| \| ---------------- \| \| Nagy György \| |
| További jelöltek                                                |
| Nagy György                                                     |

| További jelöltek |
| ---------------- |
| Nagy György      |

| Fidesz-FKGP-KDNP-MDF |
| --- |
| |
| dr. Orosházi György |
| Fazekas Jánosné |
| dr. Halász Ferenc |
| dr. Kováts Dénes |
| Varnyu Péter |
| \| További jelöltek \| \| -------------------- \| \| Földesi Ferenc \| \| Kaszás István \| \| Csörgei Csaba István \| \| Karvalyszky Gábor \| \| Puskás Károly \| \| Pákozdi József \| \| Walcz Károly \| |
| További jelöltek |
| Földesi Ferenc |
| Kaszás István |
| Csörgei Csaba István |
| Karvalyszky Gábor |
| Puskás Károly |
| Pákozdi József |
| Walcz Károly |

| További jelöltek     |
| -------------------- |
| Földesi Ferenc       |
| Kaszás István        |
| Csörgei Csaba István |
| Karvalyszky Gábor    |
| Puskás Károly        |
| Pákozdi József       |
| Walcz Károly         |

| FMCFSZ-BRKÖÉSZ    |
| ----------------- |
|                   |
| Bogdán János      |
| ifj. Bogdán János |
|                   |
|                   |
|                   |

## A szavazás menete
A választást 1994. december 11-én bonyolították le. A választópolgárok reggel 6 órától kezdve adhatták le a szavazataikat, egészen a 19 órás urnazárásig.

### Részvétel
| szavazó 51,0% | távolmaradó 49,0% |

| ✓ érvényes 92,1% | ✗ |

| szavazó 51,0% | távolmaradó 49,0% |

| ✓ érvényes 92,1% | ✗ |

51% : 49% – hajszállal több szavazó, mint távolmaradó
A 196 ezer szavazásra jogosult polgárból kereken 100 ezer vett részt a választásokon (51%). Közülük majdnem nyolcezren szavaztak érvénytelenül (7,9%).
Általában elmondható, hogy minél kisebb volt egy település lakóinak a száma, annál magasabb volt a részvételi hajlandóság. Ennek megfelelően, míg a kistelepüléseken a polgárok több mint fele ment el szavazni, addig a középvárosi kerületben ez az arány épp csak meghaladta a 40%-ot. A választói kedv a legkisebb településen volt a legmagasabb (Bakonykúti, 90%), a legalacsonyabb pedig Sárbogárdon volt (35%).
Az érvénytelen szavazatok aránya a kistelepülési választókerületben nagyon magas, a középvárosi közepesen magas volt (8,2%-5,4%).
|  |  |

|  |  |

|  |  |

|  |  |

|  |  |

|  |  |

|  |  |

|  |  |

|  |  |

|  |  |

|  |  |

|  |  |

|  |  |

|  |  |

|  |  |

|  |  |

| Részvételi adatok településméret szerint | Részvételi adatok településméret szerint | Részvételi adatok településméret szerint | Részvételi adatok településméret szerint | Részvételi adatok településméret szerint | Részvételi adatok településméret szerint | Részvételi adatok településméret szerint |
| Lakók száma                              | Lakók száma                              | Település                                | Választó- jogosult                       | Szavazó                                  | Részvétel                                | Legnagyobb/legkisebb részvétel           |
| ---------------------------------------- | ---------------------------------------- | ---------------------------------------- | ---------------------------------------- | ---------------------------------------- | ---------------------------------------- | ---------------------------------------- |
|                                          |                                          |                                          |                                          |                                          |                                          |                                          |
| Kistelepülési választókerület            |                                          |                                          |                                          |                                          |                                          |                                          |
|                                          | 1 – 600                                  | 7                                        | 1 886                                    | 1 392                                    | 73,81%                                   | Bakonykúti 90,29% Cece 36,75%            |
| 601 – 1 300                              | 30                                       | 22 828                                   | 14 194                                   | 62,18%                                   |                                          | Bakonykúti 90,29% Cece 36,75%            |
| 1 301 – 3 000                            | 41                                       | 62 641                                   | 35 053                                   | 55,96%                                   |                                          | Bakonykúti 90,29% Cece 36,75%            |
| 3 001 – 5 000                            | 17                                       | 48 659                                   | 23 365                                   | 48,02%                                   | Bodajk 67,37% Ercsi 36,25%               |                                          |
| 5 001 – 10 000                           | 6                                        | 30 815                                   | 14 096                                   | 45,74%                                   | Bodajk 67,37% Ercsi 36,25%               |                                          |
|                                          |                                          | 101                                      | 166 829                                  | 88 100                                   | 52,81%                                   |                                          |
|                                          |                                          |                                          |                                          |                                          |                                          |                                          |
| Középvárosi választókerület              |                                          |                                          |                                          |                                          |                                          |                                          |
|                                          | 10 000 fölött                            | 3                                        | 29 587                                   | 12 087                                   | 40,85%                                   | Mór 46,21% Sárbogárd 34,90%              |
|                                          |                                          |                                          |                                          |                                          |                                          |                                          |
| Összesen                                 | Összesen                                 | 104                                      | 196 416                                  | 100 187                                  | 51,01%                                   |                                          |

## Eredmények
| Lista    | Lista                | Érvényes szavazat | Érvényes szavazat | Küszöb | Küszöb | Képviselő | Képviselő |
| Lista    | Lista                | Érvényes szavazat | Érvényes szavazat | kt     | kv     | Képviselő | Képviselő |
| -------- | -------------------- | ----------------- | ----------------- | ------ | ------ | --------- | --------- |
|          | MSZP                 | 31 445            | 34,06%            | ✓      | ✓      | 15        | 37,5%     |
|          | Fidesz-FKGP-KDNP-MDF | 26 886            | 29,13%            | ✓      | ✓      | 12        | 30,0%     |
|          | SZDSZ                | 16 937            | 18,35%            | ✓      | ✓      | 8         | 20,0%     |
|          | Munkáspárt           | 6 270             | 6,79%             | ✓      | ✗      | 3         | 7,5%      |
|          | Agrárszövetség       | 5 431             | 5,88%             | ✓      | ⚠      | 2         | 5,0%      |
|          | Köztársaság Párt     | 3 068             | 3,32%             | ✗      | ✗      | 0         |           |
|          | Németek              | 1 560             | 1,69%             | ✗      |        | 0         |           |
|          | Sárbogárdi Gazdakör  | 536               | 0,58%             |        | ⚠      | 0         |           |
|          | FMCFSZ-BRKÖÉSZ       | 176               | 0,19%             |        | ✗      | 0         |           |
| Összesen | Összesen             | 92 309            |                   |        |        | 40        |           |

### Választókerületenként
A középvárosi kerületben kevés volt a kiosztható mandátumok száma, így fordulhatott el, hogy két lista sem jutott képviselethez, pedig elérték a 4%-os küszöböt (Agrárszövetség 5,8%, Sárbogárdi Gazdakör 4,7%).
| Lista    | Lista                | Érvényes szavazat | Érvényes szavazat | Küszöb | Képviselő | Képviselő |
| -------- | -------------------- | ----------------- | ----------------- | ------ | --------- | --------- |
|          | MSZP                 | 26 911            | 33,27%            | ✓      | 12        | 35,3%     |
|          | Fidesz-FKGP-KDNP-MDF | 24 548            | 30,35%            | ✓      | 11        | 32,4%     |
|          | SZDSZ                | 14 568            | 18,01%            | ✓      | 6         | 17,6%     |
|          | Munkáspárt           | 5 848             | 7,23%             | ✓      | 3         | 8,8%      |
|          | Agrárszövetség       | 4 765             | 5,89%             | ✓      | 2         | 5,9%      |
|          | Köztársaság Párt     | 2 675             | 3,31%             | ✗      | 0         |           |
|          | Németek              | 1 560             | 1,93%             | ✗      | 0         |           |
| Összesen | Összesen             | 80 875            |                   | 5/7    | 34        |           |

| Lista    | Lista                | Érvényes szavazat | Érvényes szavazat | Küszöb | Képviselő | Képviselő |
| -------- | -------------------- | ----------------- | ----------------- | ------ | --------- | --------- |
|          | MSZP                 | 4 534             | 39,65%            | ✓      | 3         | 50,0%     |
|          | SZDSZ                | 2 369             | 20,72%            | ✓      | 2         | 33,3%     |
|          | Fidesz-FKGP-KDNP-MDF | 2 338             | 20,45%            | ✓      | 1         | 16,7%     |
|          | Agrárszövetség       | 666               | 5,82%             | ⚠      | 0         |           |
|          | Sárbogárdi Gazdakör  | 536               | 4,69%             | ⚠      | 0         |           |
|          | Munkáspárt           | 422               | 3,69%             | ✗      | 0         |           |
|          | Köztársaság Párt     | 393               | 3,44%             | ✗      | 0         |           |
|          | FMCFSZ-BRKÖÉSZ       | 176               | 1,54%             | ✗      | 0         |           |
| Összesen | Összesen             | 11 434            |                   | 3/8    | 6         |           |

| Lista               | Választókerület | Eltérés  | Eltérés |
| Lista               | Választókerület | Szavazat | %p      |
| ------------------- | --------------- | -------- | ------- |
| Munkáspárt          | középvárosi     | −36      | −0,31   |
| Köztársaság Párt    | középvárosi     | −65      | −0,56   |
| Sárbogárdi Gazdakör | középvárosi     | 78       | +0,69   |
| Köztársaság Párt    | kistelepülési   | −560     | −0,69   |
| Agrárszövetség      | középvárosi     | 208      | +1,82   |
|                     |                 |          |         |

## Az új közgyűlés
| \| 15 \| 12 \| 8 \| 3 \| 2 \| |                      |            |            |   |
| Szervezetek                   | Szervezetek          | Képviselők | Képviselők |   |
|                               | MSZP                 | 15         | 37,5%      |   |
|                               | Fidesz-FKGP-KDNP-MDF | 12         | 30,0%      |   |
|                               | SZDSZ                | 8          | 20,0%      |   |
|                               | Munkáspárt           | 3          | 7,5%       |   |
|                               | Agrárszövetség       | 2          | 5,0%       |   |
| Összesen                      | Összesen             | 40         |            |   |
| 15                            | 12                   | 8          | 3          | 2 |

Az új közgyűlés december 22-én ült össze először. Az elnöki tisztségre két személyt jelöltek: az MSZP Szabó Gábort, a jobboldali szövetség Ferencz Pétert. A titkos szavazáson előbbi 28, utóbbi 11 szavazatot kapott.

### A megválasztott képviselők
| MSZP              |
| ----------------- |
|                   |
| kistelepülések    |
| Szabó Gábor       |
| Schrick István    |
| Bognár Miklós     |
| Tóth Árpádné      |
| Szabó Tamás       |
| Kinorányi Imre    |
| Kovács László     |
| Mihálovits András |
| Horváth József    |
| Gyenei Lajos      |
| Keresztes László  |
| Rauf Pál          |
| középvárosok      |
| Szabados Tamás    |
| Glatz Gusztáv     |
| Téglás István     |

| Fidesz-FKGP-KDNP-MDF        |
| --------------------------- |
|                             |
| kistelepülések              |
| dr. Berecz Botond           |
| Fertő László                |
| dr. Ferencz Péter           |
| dr. Mikóné dr. Verger Mária |
| Zsebők Lajos                |
| Gubicza Tibor               |
| Köő Sándor                  |
| dr. Gärtner József          |
| Kmetz Károly                |
| Breuer Imre                 |
| Tóth Imre                   |
| középvárosok                |
| dr. Orosházi György         |

| SZDSZ               |
| ------------------- |
|                     |
| kistelepülések      |
| dr. Fáklya Csaba    |
| Kárpáti József      |
| dr. Sebestyén Endre |
| Borbély István      |
| Somorai Béla        |
| Papp Gábor          |
| középvárosok        |
| Ertl József         |
| Temesvári Lászlóné  |

| Munkáspárt         |
| ------------------ |
|                    |
| kistelepülések     |
| dr. Szalóki László |
| Cseh Bognár Sándor |
| Nagy Pál           |

| Agrárszövetség   |
| ---------------- |
|                  |
| kistelepülések   |
| dr. Óvári László |
| Sántha Elek      |

### MTI hírek
- http://archiv1988-2005.mti.hu

A Magyar Távirati Iroda archívuma elérhető a világhálón, abban az 1988 óta megjelent hírek szabadon kereshetők. Ugyanakkor a honlap olyan technológiával készült, hogy az egyes hírekre nem lehet közvetlen hivatkozást (linket) megadni. Így a kereséshez szükséges alapadatok megadásával újra ki kell keresni az adott hírt (cím kulcsszavai, dátum).
1. ↑  Az MTI hírben tévesen Pál Huba néven szerepel az elnök. „Megalakult Fejér Megye Közgyűlése”, Magyar Távirati Iroda, 1990. december 28. (Hozzáférés: 2018. november 12.)
2. ↑  „Megalakult Fejér Megyei Közgyűlés”, Magyar Távirati Iroda, 1994. december 22. (Hozzáférés: 2018. november 12.)